# Célia Aymonier
Célia Aymonier (Pontarlier, 5 de agosto de 1991) es una deportista francesa que compite en biatlón. Ganó una medalla de bronce en el Campeonato Mundial de Biatlón de 2017, en la prueba de relevos.

## Palmarés internacional
| Campeonato Mundial | Campeonato Mundial   | Campeonato Mundial | Campeonato Mundial |
| Año                | Lugar                | Medalla            | Prueba             |
| ------------------ | -------------------- | ------------------ | ------------------ |
| 2017               | Hochfilzen (Austria) | Medalla de bronce  | Relevos            |